# JO1 Live Streaming Concert STARLIGHT:DELUXE
『JO1 Live Streaming Concert STARLIGHT:DELUXE』（ジェイオーワン ライブ ストリーミング コンサート スターライト:デラックス）は、日本のグローバルボーイズグループ・JO1の映像作品。
LAPONE ONLINE SHOPにて、DVDとBlu-rayでFC限定予約販売された。

## 概要
2021年2月20日に配信された「JO1 Live Streaming Concert STARLIGHT：DELUXE」を、全曲ノーカットフルサイズで収録。
DVD/Blu-ray共通で、メイキング映像とフォトブックが付属している。
初回予約特典として、登録した名前が本編のエンドロールに掲載された。

## ライブ
「JO1と一緒に宇宙旅行をする」をコンセプトに、2021年2月20日に開催されたJO1二回目のオンラインライブ。
2020年12月に開催された初のオンラインライブ「JO1 1st Live Streaming Concert STARLIGHT」の第二弾であり、セットリストや演出が変更されている。
本ライブで披露した「GrandMaster (JO1 ver.)」「OH-EH-OH」は、2021年9月8日にBand Ver.として配信された。

## 収録内容
1. Starlight
2. Shine A Light
3. MONSTAR
4. Running
5. GO
6. やんちゃBOY やんちゃGIRL (JO1 ver.）
7. My Friends
8. YOUNG (JO1 ver.)
9. Voice (君の声)
10. Be With You (足跡)
11. 伝えられるなら
12. Safety Zone
13. So What
14. GrandMaster (JO1 ver.)
15. OH-EH-OH
16. ツカメ～It's Coming～ (JO1 ver.)
17. 無限大

## JO1 1st Live Streaming Concert STARLIGHT
2020年12月19日に行われたJO1初のオンラインライブ。
アメリカ、オーストラリア、中国、韓国、インドネシアなど、約30の国や地域の方々を含め、約12万人が視聴した。
2021年1月31日、CS放送TBSチャンネル1にて、ライブ本編のほか舞台裏密着映像やメンバーへのインタビューが収録された特別版が放送された。1月25日には、ダイジェスト版が地上波TBS（関東ローカル）で先行放送された。

### セットリスト
1. Shine A Light
2. MONSTAR
3. KungChiKiTa (JO1 ver.)
4. GrandMaster (JO1 ver.)
5. Happy Merry Christmas (JO1 ver.)
6. やんちゃ BOY やんちゃ GIRL (JO1 ver.)
7. GO
8. OH-EH-OH
9. ツカメ〜It's Coming〜 (JO1 ver.)
10. Be With You (足跡)
11. 無限大